# La Creueta
La Creueta es una entidad de población dividida entre los municipios españoles de Quart y Gerona. Se sitúa al sur de la ciudad de Gerona y al norte del pueblo de Quart, en la orilla izquierda del río Oñar y al suroeste de Montilivi, un monte de la ciudad de Gerona. Es un núcleo tranquilo de casas unifamiliares y adosadas formado mayoritariamente por clase media, con una actividad económica formada por autónomos (Pintores, fontaneros, carpinteros...) y alimentación (legumbres cocidas), junto con asalariados de diversos sectores.  
La Universidad de Gerona inauguró su parque tecnológico en esta entidad de población el 13 de septiembre de 2007. En este núcleo se encuentra, por la parte del municipio gerundense, el edificio de viviendas Barceló. Este edificio ha sido objeto de controversia desde hace años, ya que presentan deficiencias estructurales desde hace décadas y ni la propiedad ni el Ayuntamiento de Gerona se quieren hacer cargo de la obra, con el riesgo de que supone para la gente que los habita.
En 2005 tenía 317 habitantes en la parte de Quart y 219 en la parte de Gerona.
- Datos: Q647816
- Multimedia: La Creueta / Q647816

http://www.elpuntavui.cat/societat/article/1113698-girona-intervendra-en-els-pisos-barcelo-per-seguretat.html
https://www.fundacioudg.org/ca/p/parc-cientific-i-tecnologic-udg.html